# So er Manna Hugsan
So er Manna Hugsan er en film instrueret af Rolf Guttesen.

## Handling
I filmen ser man en række billeder fra Færøerne. Vi møder en trawlerfisker, en mand på en fiskefiletfabrik, en kvinde, hvis mand fisker på langfart, en hjemmefisker og en bonde. De føler sig meget utrygge over EF – størsteparten af dem er modstandere. En tidligere fisker slutter med at sige 'I EF ville vi bare være en lille gade i en storby - vi ville forsvinde'.